# Cryptochrostis
Cryptochrostis is een geslacht van vlinders van de familie spinneruilen (Erebidae), uit de onderfamilie Calpinae.

## Soorten
- C. crocea Walker, 1867
- C. fulveola Hampson, 1926
- C. quadrata Möschler, 1880
- C. suppulchraria Hübner, 1823